# 72819 Брюне
72819 Брюне (72819 Brunet) — астероїд головного поясу.
Тіссеранів параметр щодо Юпітера — 3,179.